# Nadia Triquet-Claude
Pour les articles homonymes, voir Claude.
Nadia Triquet-Claude, née le 25 octobre 1978 à Saint-Dié-des-Vosges, est une coureuse cycliste française spécialiste de cyclo-cross.

## Palmarès en cyclo-cross
- 1999-2000
  - 3e du championnat de France
  - 3e de la coupe de France
- 2001-2002
  - Lanarvily
- 2002-2003
  - 2e de la coupe de France
  - 3e du championnat de France
- 2003-2004
  - 3e de la coupe de France
  - 6e du Championnat d'Europe
- 2004-2005
  - 3e de la coupe de France
  - 10e du Championnat du monde
  - 10e du Championnat d'Europe
- 2005-2006
  - 3e du championnat de France
  - 5e du Championnat d'Europe
  - 7e du Championnat du monde
- 2007-2008
  - 3e de la coupe de France
- 2008-2009
  - 10e de la Coupe du monde

## Palmarès sur route
- 2003
  - 3e de la coupe de France